# P1XE7
P1XE7(픽셀)은 2020년 3월 19일에 데뷔한 The Leader Entertainment 소속의 7인조 베트남 걸그룹이다. 이 밴드의 팬들은 7 x 7이라는 이름으로 알려져 있는데, 이는 밴드의 7명의 멤버가 팬들을 응원하는 밴드의 음악과 사랑을 모두 함께 모은다는 의미다.

## 구성원
- 응우옌 투안 앤
- 나카모토 사카미치
- 안 사오 다이
- 파오 응옥 민

### 전 구성원
- 호치민 코하루 스즈
- 호치민 응우옌
- 스즈키 코코로

## 같이 보기
- 시 띤
- 하이 풋 헌